# Thesium viride
Thesium viride är en sandelträdsväxtart som beskrevs av A. W. Hill.. Thesium viride ingår i släktet spindelörter, och familjen sandelträdsväxter. Inga underarter finns listade i Catalogue of Life.